# Мартин, Микаэль
Микаэль Мартин (нем. Noah Raphael Weißhaupt; род. 10 июля 2000, Крайльсхайм, Баден-Вюртемберг) — немецкий футболист, полузащитник шведского клуба «Сириус».

## Карьера
Мартин — воспитанник клубов «Аален», «Хайденхайм» и «Бохум». В 2021 году игрок подписал контракт с «Баварией» из Альценау. 20 февраля в матче против «Астории» из Вальдорфа он дебютировал в Региональной лиге Германии. Летом того же года Мартин перешёл в австрийский «Форвертс». 15 октября в матче против «Флоридсдорфа» он дебютировал во Второй австрийской Бундеслиге. 22 октября в поединке против «Лафница» Микаэль забил свой первый гол за «Форвертс».
В 2022 году Мартин перешёл в «Рид». 24 июля в матче против венского «Рапида» он дебютировал в австрийской Бундеслиге.